# Anna Brentano-Bauck
Anna Brentano-Bauck, geb. Moerler, (* 10. Juli 1853 in Wendhagen, Pommern; † nach 1898) war eine deutsche Schriftstellerin.

## Leben
Sie kam als einzige Tochter des Gutsbesitzers und Amtmanns Hermann Moerler zur Welt; sie hatte zwei ältere Brüder. Ihre Mutter war kränklich und konnte sich kaum um die Tochter kümmern.
Sie erhielt ihre Erziehung im Töchterhaus der Schwestern Freitag in Köslin und kam später auf das Pensionat des Fräuleins Weiße in Berlin, das zu der Zeit einen sehr guten Ruf hatte. Nach ihrer Schulzeit kehrte sie zu ihren Eltern zurück, die inzwischen nach Kolberg umgezogen waren und sich dort eine eigene Villa gebaut hatten. In Kolberg lernte sie den Offizier Karl Bauck kennen, den sie 1874 heiratete. Der Ehe entstammten ein Sohn und die 1875 geborene Tochter Elisabeth Bauck, die wie die Mutter Schriftstellerin wurde.
Die Familie siedelte 1882 nach Berlin über, wo Karl Bauck im selben Jahr nach einem Manöverunfall starb. Auch ihr Sohn verstarb kurze Zeit später. In diese Zeit fällt auch die erste schriftstellerische Arbeit Brentano-Baucks; der Schwank Madame Spinetti erschien 1886. Sie reiste nach dem Tod von Ehemann und Sohn viel mit ihrer Tochter. Zusammen besuchten sie unter anderem Frankreich, Belgien und die Schweiz. Zudem knüpfte sie Kontakte zu zahlreichen Literaten ihrer Zeit und lernte so in Berlin ihren zweiten Ehemann, den Schriftsteller und Redakteur Brentano, kennen. Die Heirat fand 1885 statt, jedoch wurde die Ehe bereits 1892 geschieden.
Ab 1892 schrieb sie in Zusammenarbeit mit ihrer dabei ungenannten Tochter Novellen und Romane. Ein Nervenleiden führte 1898 schließlich zu starker Demenz und beendete ihre schriftstellerische Laufbahn abrupt. Bis 1904 erschienen noch „nachgelassene“ Werke von ihr; Brentano-Bauck veröffentlichte unter den Pseudonymen M. Buch, A. Carlsen und unter ihrem Ehenamen Anna Bauck.

## Werke
- Der Eislauf. Poetisches und Prosaisches. Malliesen, Dorpat 1875.
- (Mitarbeit): Im Mai des Lebens. Erzählungen für junge Mädchen. Bachmann, Berlin 1883.
- Madame Spinetti. Schwank. 1886.[2]
- Drei Frauenhüte. Lustspiel. 1886.[3]
- (Mitarbeit). Schicksalswalten. Drei Erzählungen für junge Mädchen. Weichert, Berlin 1896.
- (Mitarbeit): Liesa und Lieschen. Erzählungen. 1896.
- Das Rötli. Eine Geschichte aus den schweizer Bergen. Weichert, Berlin 1896.
- Ein Sonntagskind. Roman. Weichert, Berlin 1899.
- Die Blinde von Rotenburg. Roman. Weichert, Berlin 1899.
- Das Vermächtnis des Freundes. Roman. Weichert, Berlin 1900.
- Eine glänzende Partie. Die Vergangenheit. 2 Novellen. Weichert, Berlin 1904.